# Атол Джонстън
Атолът Джонстън (на английски: Johnston Atoll) е отвъдморска територия на САЩ в Тихия океан, сред най-изолираните атоли на Земята.
Тя е защитена територия на САЩ със статут на национално „убежище на дивия свят“ (national wildlife refuge), поради което публичният достъп към нея е забранен. Ограничен достъп за нуждите на управлението се упълномощава от Военновъздушните сили на САЩ.
В продължение на почти 70 години атолът е под контрола на Въоръжените сили на САЩ. През това време е ползван от САЩ като военноморско депо за презареждане на гориво, военновъздушна база, полигон за изпитания на ядрени и биологични оръжия, ракетна база и място за съхранение и изхвърляне на химическото оръжие Агент Ориндж. Тези дейности са замърсили района на атола, а усилията по изчистването и мониторинга му продължават и до ден днешен.

## География
Джонстън е изоставен атол с площ от около 1,3 квадратни километра. Разположен е на 1390 километра югозападно от Хаваите. Считан е за част от Малките далечни острови на САЩ въпреки отстоянието от тях. Атолът се намира върху коралова платформа и включва четири острова. Джонстън (или Калама за хавайците) и Санд са уголемени естествени острови, докато Акау (Север) и Хикина (Изток) са изкуствени острови, образувани чрез коралово драгиране. Към 1964 г. операциите по драгиране вече са увеличили площта на остров Джонсън до 241 ha от първоначални 19 ha и са увеличили площта на Санд от 4,0 до 8,9 ha, а освен това са създали 2 нови острова с площ 10,1 ha (Север) и 7,3 ha (Изток).
Четирите острова имат обща площ 2,67 km2. Поради наклона на атола голям дял от югоизточната част на рифа е затънал. Въпреки че не е напълно обграден от рифов гребен, атолът има такъв в северозападната си част, който е образувал плитка лагуна с дълбочина от 3 до 10 m.
Климатът е тропичен и като цяло сух. Североизточните пасати са редовни, а температурното колебание между сезоните е малко. На островите расте ниска растителност и палми. Източници на прясна вода няма.

## История
Ненаселеният атол е открит през 1796 г. от американски кораб, който засяда при него. През 1807 г. е забелязан отново от английски моряк, но остава ничия земя до 1858 г., когато едновременно САЩ и Хавайското кралство предявяват претенции към него. Залежите от гуано на островите се експлоатират до началото на XX век.
През 1926 г. атолът е обявен за убежище на птици и поставен под администрацията на американския Департамент за селско стопанство. През 1934 г. е прехвърлен на Военноморските сили на САЩ. Към 1941 г. на острова вече е построено летище, чиято писта заема почти цялата дължина на остров Джонстън. С течение на годините военните уголемяват островите Джонстън и Санд чрез драгиране и нивелиране. Създават и 2 нови изкуствени острова.
През 1948 г. Джонстън е прехвърлен на военновъздушните сили, като до 1962 г. се свързва с провеждането на опити с ядрени оръжия на голяма надморска височина и в космоса. Освен това от острова се изпробват метеорологични ракети, балистични ракети (Тор) и противоспътникови оръжия. След поредица от неуспешни опити, които замърсяват атола с плутоний и америций, ядрените изпитания на полигона са прекратени. През 1965 г. на атола се провеждат поредица от опити с биологични оръжия, като срещу американски кораби са разпръсквани патогени с цел да се изследва уязвимостта им, защитата им и обеззаразяването им.
След 1971 г. там започват да се складират химически оръжия. През 1990-те години на острова работи съоръжение за изгаряне на химически оръжия, след което всичките съоръжения са демонтирани, а военният персонал е изтеглен обратно. Течовете от варелите с химическото оръжие Агент Ориндж от Виетнамската война са замърсили атола с 2,3,7,8-тетрахлородибензодиоксин. През 2004 г. атолът вече не се счита за военна база и е превърнат в убежище на дивия свят.

## Демография
Атол Джонстън никога не е имал коренно население. През втората половина от XX век на атола се намират средно по 300 американски военни и 1000 цивилни изпълнители по всяко време.
До атола е прекарана телефонна линия чрез подводен океански кабел през 1960-те години. През 1993 г. вече се обслужва от спътникова станция. Икономическата дейност на атола е ограничена до предоставянето на услуги за американските военни и цивилния персонал. Джонстън получава редовни доставки с кораб. Базата се захранва от 6 броя 2,5-MW електрогенератори с дизелови двигатели.

## Животински свят
Около 300 вида риба са идентифицирани сред рифовете и околните води на атола. Той се посещава и от зелени морски костенурки и хавайски тюлени монаси. Сред птиците, които се размножават на атола, са: булверов буревестник, тихоокеански буревестник, червеноопашат фетон, белокорем рибояд, червенокрак рибояд, синьолик рибояд, голяма фрегата, саждена рибарка, магеланова чайка, черно ноди, Puffinus nativitatis, Phaethon lepturus, Onychoprion lunatus и Gygis alba. Посещава се от прелетни птици, сред които: сибирска булка, камъкообръщач, трипръст брегобегач, Numenius tahitiensis и Tringa incana. Макар и рядко, водите на атола се посещават и от гърбати китове и клюномуцунести китове на Кювие.

## Галерия
- Растежът на атола Джонстън през годините
- Метеорологични ракети със специални инструменти за измерване на височинни ядрени взривове, 1962 г.
- Ядрена ракета Тор се взривява в хода на експеримент на остров Джонстън, 25 юли 1962 г.
- Ракетната установка след неуспешното изстрелване на ракета на 25 юли 1962 г. Взривът замърсява атола с плутоний
- Варели с химическия Агент Ориндж, ок. 1973 г.
- Остров Санд, 1990 г.
- Съоръжението за изгаряне на химически агенти преди разрушаването му
- Въздушна снимка на островите Джонстън и Санд. Корабният коридор се вижда в тъмносиньо